# Hamilton (Indiana)
Hamilton – miasto w Stanach Zjednoczonych, w stanie Indiana, w hrabstwie Steuben.